# Luksika Kumkhum
Luksika Kumkhum (tailandés : ลักษิกา คำขำ nació el 21 de julio de 1993) es una jugadora de tenis profesional tailandesa. Su ranking más alto hasta la fecha es el No. 66 del mundo, logrado en noviembre de 2018. Su ranking más alto en dobles es el No. 86, logrado el 16 de julio de 2018.
Desde la retirada de Tamarine Tanasugarn en 2016, Luksika es la mayor exponente del tenis tailandés. Ha ganado hasta la fecha, 2 títulos WTA 125ks además de 15 individuales y 12 dobles en el circuito ITF.

## Títulos WTA (0; 0+0)

### Dobles (0)
| Leyenda                    |
| -------------------------- |
| Grand Slam (0)             |
| Juegos Olímpicos (0)       |
| WTA Tour Championships (0) |
| Premier Mandatory (0)      |
| Premier 5 (0)              |
| Premier (0)                |
| International (0)          |

#### Finalista (1)
| N.º | Fecha                    | Torneos | Superficie | Pareja             | Oponentes en la final        | Resultado |
| --- | ------------------------ | ------- | ---------- | ------------------ | ---------------------------- | --------- |
| 1.  | 24 de septiembre de 2017 | Seúl    | Dura       | Peangtarn Plipuech | Kiki Bertens Johanna Larsson | 4-6, 1-6  |

## WTA 125K

### Sencillos: 2
| N.º | Fecha                   | Torneo              | Superficie | Oponentes         | Resultado     |
| --- | ----------------------- | ------------------- | ---------- | ----------------- | ------------- |
| 1.  | 11 de noviembre de 2018 | Mumbai Open, India  | Dura       | Irina Khromacheva | 1–6, 6–2, 6–3 |
| 2.  | 18 de noviembre de 2018 | Taipei Open, Taiwán | Dura       | Sabine Lisicki    | 6-1, 6-3      |

## ITF

#### Individual (15)
| Torneos de $100,000 |
| Torneos de $80,000  |
| Torneos de $60,000  |
| Torneos de $25,000  |
| Torneos de $15,000  |
| Torneos de $10,000  |

| N.º | Fecha                   | Torneo                | Superficie | Oponentes          | Resultado          |
| --- | ----------------------- | --------------------- | ---------- | ------------------ | ------------------ |
| 1.  | 16 de octubre de 2010   | Pattaya, Tailandia    | Dura       | Emma Flood         | 6-4, 6-3           |
| 2.  | 7 de mayo de 2011       | Bangkok, Tailandia    | Dura       | Ayu Fani Damayanti | 6-2, 6-2           |
| 3.  | 14 de mayo de 2011      | Bangkok, Tailandia    | Dura       | Peangtarn Plipuech | 6-1, 6-0           |
| 4.  | 18 de junio de 2011     | Pattaya, Tailandia    | Dura       | Chen Liang         | 6-3, 6-4           |
| 5.  | 6 de noviembre de 2011  | Kuching, Malasia      | Dura       | Nungnadda Wannasuk | 7-6(3), 6-3        |
| 6.  | 20 de noviembre de 2011 | Manila, Filipinas     | Dura       | Zhao Yijing        | 4-6, 6-4, 6-2      |
| 7.  | 7 de julio de 2012      | Pattaya, Tailandia    | Dura       | Nungnadda Wannasuk | 6-2, 6-2           |
| 8.  | 22 de julio de 2012     | Astana, Kazajistán    | Dura       | Nudnida Luangnam   | 3-6, 6-3, 6-3      |
| 9.  | 28 de abril de 2013     | Phuket, Tailandia     | Dura       | Lisa Whybourn      | 6-0, 7-5           |
| 10. | 24 de noviembre de 2013 | Toyota, Japón         | Carpet     | Hiroko Kuwata      | 3-6, 6-1, 6-3      |
| 11. | 31 de mayo de 2015      | Xuzhou, China         | Dura       | Kai-Chen Chang     | 1-6, 7-5, 6-1      |
| 12. | 29 de julio de 2017     | Hua Hin, Tailandia    | Dura       | Alisa Kleybanova   | 7–5, 6–7(4–7), 6–3 |
| 13. | 19 de agosto de 2017    | Nonthaburi, Tailandia | Dura       | Yuan Yue           | 7–5, 6–2           |
| 14. | 1 de abril de 2018      | Kōfu, Japan           | Dura       | Bianca Andreescu   | 6–3, 6–3           |
| 15. | 8 de abril de 2018      | Kashiwa, Japan        | Dura       | Bianca Andreescu   | 6–3, 7–6(7–4)      |